# Psiloderces leclerci
Psiloderces leclerci is een spinnensoort uit de familie Psilodercidae. De soort komt voor in Celebes.